# Estación de Zofingen
La estación de Zofingen es una estación ferroviaria de la comuna suiza de Zofingen, en el Cantón de Argovia.

## Historia y situación
La estación de Zofingen fue inaugurada en el año 1856 con la puesta en servicio de la línea Olten - Lucerna por el Schweizerischen Centralbahn (SCB). En 1877 se inauguró la línea Zofingen - Lenzburg - Wettingen por parte del Schweizerischen Nationalbahn (SNB). En 1902 ambas compañía pasarían a ser absorbidas por SBB-CFF-FFS.
Se encuentra ubicada en el centro del núcleo urbano de Zofingen. Cuenta con dos andenes, uno central y otro lateral a los que acceden tres vías pasantes, a las que hay que sumar otras cuatro vía pasante más y varias vías toperas. Tanto en el norte como en el sur de la estación existen un par de muelles para la carga y descarga de mercancías a los que acceden dos vías toperas a cada uno. En el norte de la estación se encuentra la bifurcación de la línea hacia Wettingen respecto de la línea Olten - Lucerna.
En términos ferroviarios, la estación se sitúa en la línea Olten - Lucerna y en la línea Zofingen - Wettingen. Sus dependencias ferroviarias colaterales son la estación de Aarburg-Oftringen hacia Olten, la estación de Brittnau-Wikon en dirección Lucerna y la estación de Küngoldingen hacia Wettingen.

## Servicios ferroviarios
Los servicios ferroviarios de esta estación están prestados por SBB-CFF-FFS.

### Larga distancia
- IR Ginebra-Aeropuerto - Ginebra-Cornavin - Lausana - Friburgo - Berna - Zofingen – Sursee - Lucerna.
- IR Basilea SBB - Liestal - Sissach - Gelterkinden - Olten - Zofingen – Sursee – Lucerna.

### Regional
- RE Olten - Zofingen - Nebikon - Sursee - Sempach-Neuenkirch - Lucerna. Trenes cada hora en ambos sentidos.

### S-Bahn Argovia
En la estación inician o finalizan su trayecto trenes de una línea de la red S-Bahn Argovia:
- S 28 Zofingen - Suhr – Lenzburg

### S-Bahn Lucerna
Por la estación pasa una línea de la red de trenes de cercanías S-Bahn Lucerna.
- S 8 Sursee - Zofingen - Olten